# 流行病毒清单组织
WildList（流行病毒清单组织），1996年4月由乔.韦尔斯（Joe Wells）和萨拉.高登（Sarah Gordon）共同创建，是全球三大权威独立评测机构之一，以提供電腦病毒为主，不进行测试。WildList收集的都是实际发生过感染的病毒，十分贴近用户实际情况，而不是几乎没有生存过的病毒样本。
该组织为电脑病毒（样本）使用者和防病毒产品开发者，提供“流行在外”的电脑病毒的精确、及时和综合的信息。“WildList”就是那些病毒发生后流行在外的电脑病毒样本清单，由各种组织的超过55个符合条件的志愿者发现后并上报来的，然后由“流行病毒清单”组织整理并免费提供给使用者。